# إليزا (فيروس كمبيوتر)
إليزا هو فيروس كمبيوتر أكتشف في ديسمبر 1991. يصيب ملفات COM بما في ذلك COMMAND.COM  لكنه يدمر ملفات EXE التي تنشئها.

## سلالة دوس
يهاجم أحد أشكال إليزا نظام التشغيل دوس عن طريق إعادة إنتاج نفسه إلي ملفات COM وملفات EXE. ومع ذلك، فإن الفيروس لديه خطأ يؤدي إلى حذفه فقط ملفات EXE. نظرًا لكونه معيبًا ويسهل تتبعه، فقد تم اعتباره تهديدًا ضئيلًا.

## سلالة ويندوز نت/2000/إكس بي/فيستا/ 7
من غير المعروف ما إذا كان الفيروس نفسه قد طور سلالة ويندوز، والتي تعتبر أكثر ضررًا وتعتبر تهديدًا مشروعًا. يفيد أحد المواقع أنه يقوم بما يلي:
- يتحكم في الكمبيوتر عن بعد
- يهدر موارد النظام واستخدام وحدة المعالجة المركزية
- يتتبع نشاط الإنترنت وضربات المفاتيح، مما يسمح للمتسلل بتسجيل/سرقة كلمات المرور وأرقام بطاقات الائتمان وما إلى ذلك.

يمكن إزالة الفيروس باستخدام برنامج مكافحة الفيروسات، أو عن طريق إعادة التشغيل في الوضع الآمن وإزالة الملفات المصابة يدويًا.